# تپه اطراف شهر سوخته ۲۴۱
تپه اطراف شهر سوخته ۲۴۱ مربوط به هزاره سوم قبل از میلاد است و در شهرستان زابل، بخش شیب آب، دهستان لوتک، روستای حومه شهر سوخته، ۱۶ کیلومتری جنوب شرقی پایگاه باستان‌شناسی شهر سوخته واقع شده و این اثر در تاریخ ۲۰ اسفند ۱۳۸۵ با شمارهٔ ثبت ۱۸۰۸۴ به‌عنوان یکی از آثار ملی ایران به ثبت رسیده است.